# Число Льюїса
Число́ Лью́їса ({\displaystyle \mathrm {Le} }) — характеристичне число та критерій подібності, в молекулярній фізиці, що визначається співвідношення між теплопровідністю і дифузією в рідинах та газах. Визначається співвідношенням:
{\displaystyle Le={\frac {\lambda }{\rho c_{p}D}}={\frac {a}{D}},}
де:
{\displaystyle \lambda } — коефіцієнт теплопровідності;
{\displaystyle \rho } — густина;
{\displaystyle c_{p}} — масова теплоємність за сталого тиску;
D — коефіцієнт дифузії;
a — коефіцієнт термічної дифузії.
Число Льюїса характеризує співвідношення між інтенсивностями переносу маси домішки дифузією і переносу теплоти теплопровідністю. Для ідеальних газів {\displaystyle \mathrm {Le} =1}. Для більшості реальних газів число Льюїса мало відрізняється від 1 і мало залежить від температури. Так, для водню {\displaystyle \mathrm {Le} =0,95}, а для вуглекислого газу {\displaystyle \mathrm {Le} =1,18}. Тому часто в розрахунках приймають {\displaystyle \mathrm {Le} =1}, вказуючи на те, що рівняння дифузії і теплопровідності стають ідентичними і профілі надлишкових концентрації і температур виявляються подібними.
Число Льюїса можна також записати як відношення числа Шмідта до числа Прандтля:
{\displaystyle \mathrm {Le} ={\frac {\mathrm {Sc} }{\mathrm {Pr} }}.}
Назване на честь Уорена К. Льюїса (1882—1975; англ. Warren Kendall Lewis), професора Массачусетського технологічного інституту, названого батьком сучасної хімічної інженерії.
Використовується при вивченні процесів горіння, поширення полум'я та вибуху